# Nürnberg
Nürnberg (bavarski: Niamberg, istočnofranački: Nämberch ili Närmberch) grad je u njemačkoj saveznoj pokrajini Bavarskoj. Najveći je grad sjevernobavarske regije Frankonije (njem. Franken) i drugi po veličini u Bavarskoj nakon Münchena, od koga je udaljen oko 170 km u pravcu sjevera.
Grad je 2009. imao preko 500.000 stanovnika.

## Povijest
Prvi dokument u kojem se spominje Nürnberg potječe od cara Henrika III. iz 1050. godine. Grad se brzo razvijao nakon što je sagrađena tvrđava. U tvrđavi je često boravio car Svetog Rimskog Carstva, pa je Nürnberg bio neslužbeni glavni grad cijelog Carstva. U gradu je zasijedalo Carsko vijeće (Nirnberški sabor) koje donosi najvažnije odluke u Carstvu, a tu je bila i carska riznica u kojoj se čuvala carska kruna i ostale dragocjenosti. Godine 1219. car Fridrik II. Nürnbergu je dao status slobodnog carskog grada, nakon čega počinje jači gospodarski razvitak te Nürnberg, uz Augsburg, postaje glavni centar trgovine Njemačke i Italije preko Alpa.
U 15. i 16. stoljeću grad je bio centar znanosti, kulture i umjetnosti. Ovo, tzv. zlatno doba Nürnberga, poznato je po razvitku njemačkog humanizma i renesanse. U gradu je djelovao slikar Albrecht Dürer, Nikola Kopernik je objavio knjigu "O kretanju nebeskih tijela" kojom je izazvao preokret u dotadašnjoj znanosti, dok je Martin Behaim napravio prvi globus u povijesti.
U 16. stoljeću dolazi do prvih sukoba katolika i protestanata. Godine 1532. sklopljen je Nirnberški mir, kojim su protestanti dobili prava u Carstvu. Nakon otkrića Amerike trgovački putevi sele na Atlantik, a slabi značenje starih trgovačkih gradova, među ostalim i Nürnberga. Grad je jače razoren u Tridesetogodišnjem ratu u 17. stoljeću. Gospodarska snaga grada slabi, a car sve rjeđe boravi u gradu.
Početkom 19. stoljeća ukida se Sveto Rimsko Carstvo, a Nürnberg postaje dio Bavarskog kraljevstva. Razvija se industrija i time se oporavlja gradsko gospodarstvo. Godine 1835. otvorena je prva njemačka željeznička pruga između Nürnberga i obližnjeg Fürtha, koja daje daljnji poticaj razvoju grada.
Nacisti su zbog značenja grada u carsko doba Nürnberg izabrali za centar širenja svoje ideologije. Nakon dolaska nacista na vlast i rušenja zgrade Reichstaga, Hitler je naredio da se parlament preseli u Nürnberg. Godine 1935. Reichstag je donio Nirnberške zakone, kojima su Židovi izgubili njemačko državljanstvo i otvoren je njihov progon. U 2. svjetskom ratu Nürnberg je, zbog svoje važnosti za Treći Reich, pretrpio žestoka Saveznička bombardiranja.
Nakon rata Saveznici su izabrali Nürnberg za sjedište suda za najvažnije nacističke vođe. Nirnberški proces je trajao od 20. studenog 1945. do 1. listopada 1946. i na njemu su najvažniji vođe Trećeg Reicha osuđeni za genocid i ratne zločine.

## Zemljopis
Nürnberg se nalazi u sjevernom dijelu Bavarske, na rijeci Pegnitz. Okolica grada je brdovita. Najveća je luka na kanalu Rajna – Majna – Dunav, koji povezuje najvažnije europske plovne puteve Rajnu i Dunav. Nürnberg je povezan u jednu cjelinu s obližnjim gradom Fürthom. U okolici je grada značajan uzgoj povrća, posebno češnjaka.

## Znamenitosti
Najznamenitiji kulturni spomenik je Nürnberški zamak (njem. Nürnberger Burg) na brdu iznad staroga grada, u kojemu su svojedobno stolovali i carevi Svetoga Rimskoga Carstva. Turistima su osobito zanimljive evangelička crkva sv. Lovre (njem. St. Lorenzkirche) i rimokatolička gradska župna crkva Naše drage Gospe (njem. Stadtpfarrkirche Unserer Lieben Frau, nekoć i Frauenkirche), obje iz razdoblja gotike. Na glavnom je trgu gotička fontana Lijepi bunar (njem. Schöner Brunnen) sa zlatnim ukrasima.
U povodu 500-te obljetnice rođenja slavnoga nürnberškoga likovnog umjetnika i matematičara Albrechta Dürera, unutar povijesnih gradskih zidina je 1971. nasuprot nürnberškoga željezničkog kolodvora uređeno Obrtničko dvorište (njem. Handwerkerhof Nürnberg), turistička atrakcija koja svojom osebujnom slikovitošću i danas oduševljava mnoge posjetitelje.
Kuća Albrechta Dürera (njem. Albrecht-Dürer-Haus)  također je jedno od značajnijih turističkih mjesta unutar starogradskih zidina, a u božićno vrijeme mnogi turisti rado posjećuju i Nürnberški božićni sajam (njem. Nürnberger Christkindlesmarkt) na Glavnome trgu (njem. Hauptmarkt).
- Nürnberški zamak
- Crkva sv. Lovre
- Crkva Naše drage Gospe
- Schöner Brunnen
- Obrtničko dvorište
- Kuća A. Dürera
- Božićni sajam

## Šport
1. FC Nürnberg je jedan od najstarijih nogometnih klubova u Njemačkoj. Desetorostruki su prvaci Njemačke (posljednji su put slavili 1968.), a trenutno se natječu u 2. Bundesligi.

## Poznate osobe
- Žigmund Luksemburški, njemački car i ugarsko-hrvatski kralj
- Albrecht Dürer, slikar
- Johann Christoph Müller, vojni inženjer, topograf, kartograf
- Tom Beck, glumac
- Friedrich Kress von Kressenstein, vojni zapovjednik

## Vanjske poveznice
- Službena stranica (njem.) (engl.)